# Ilusión monetaria
Una ilusión monetaria es una ilusión que sucede a causa de una mala utilización de los indicadores económicos, que no tienen en cuenta por lo general variaciones en el índice de precios, en los tipos de cambio o en la inflación entre otras. Es decir, se toman los cambios en las magnitudes monetarias como si fueran los cambios en las magnitudes reales.
Un ejemplo es el efecto de un incremento anual de los salarios (los precios de los recursos productivos en general), acompañado por una muy alta inflación. Se genera una ilusión porque, una vez restada la inflación, el incremento real de los salarios puede ser muy reducido o incluso negativo. A la inversa, si sólo se toma en cuenta el índice de inflación, ignorando el aumento nominal de los salarios (el cual puede ser superior en términos de poder adquisitivo real), también se está frente a una ilusión monetaria.Otro ejemplo es utilizar la producción en vez de la producción per cápita para medir el crecimiento de un país.
En resumen, es la impresión que tienen los individuos y empresas de haber aumentado o disminuido su capacidad de compra al haber sufrido un cambio sus rentas nominales o los precios, cuando de hecho no toman en cuenta la inflación (que produce una pérdida del poder adquisitivo real) y/o los incrementos salariales (que pueden superar en términos reales a la inflación).  